# Bataille de Montemaggiore
Guerres byzantino-normandes
Batailles
- Cannes (1018)
- Olivento (1041)
- Montemaggiore (1041)
- Montepeloso (1041)
- Bari (1068-1071)
- Dyrrachium (1081)
- Larissa (1083)
- Dyrrachium (1107-1108)
- Brindisi (1156)
- Thessalonique (1185)
- Démétritzès (1185)

La bataille de Montemaggiore (ou Monte Maggiore) se déroula le 4 mai 1041, près de la rivière Aufide, à proximité de Cannes dans l'Italie byzantine. Elle opposa les forces rebelles composées de Normands et de Lombards aux forces de l'Empire byzantin. Le Normand Guillaume Bras-de-Fer lança les hostilités qui se placent dans le cadre d'une plus grande révolte contre Michel Dokeianos, le catépan byzantin d'Italie. Lors de la bataille, les Byzantins souffrirent de lourdes pertes et furent vaincus. Les forces restantes se replièrent vers Bari et Dokeianos fut remplacé et envoyé en Sicile après la bataille. Celle-ci permit aux Normands d'acquérir d'importantes ressources qui poussèrent un nombre substantiel de chevaliers à rejoindre les rangs de la rébellion.

## Contexte
La bataille eut lieu le 4 mai 1041, seulement deux mois après la bataille d'Olivento. Cette dernière avait été la première confrontation lors de la révolte des Normands et des Lombards initiée par Ardouin le Lombard contre l'Empire byzantin,. En outre, la bataille d'Olivento avait été la première bataille entre les Normands et les Byzantins depuis la bataille de Cannes en 1018 qui avait débouché sur une victoire byzantine.
Initialement, les Normands servaient en Italie en tant que mercenaires mais ils gagnèrent en influence lors de la révolte de 1041 et commencèrent à se constituer un territoire indépendant après la bataille de Montemaggiore. 

## Bataille
L'attaque normande à Montemaggiore fut conduite par Guillaume Bras-de-Fer qui avait été élu chef des Normands,. Les deux frères de Guillaume, Drogon et Onfroi étaient aussi présents,. Le contingent normand gagna fortement en puissance à la suite de la bataille d'Olivento car des forces lombardes ainsi que des mercenaires normands de Salerne et d'Aversa, dirigés par Rainulf d'Aversa, renforcèrent ses rangs. L'armée lombardo-normande aurait compté 2 000 chevaliers normands (un nombre considéré comme exagéré par les historiens modernes) en plus de l'infanterie et de formations de cavalerie lourde des Lombards. L'historien Richard Humble estime que cette force comprend 700 chevaliers normands et autour de 1 300 soldats à pieds, soit le double des effectifs présents lors de la bataille d'Olivento selon Gordon S. Brown.
Le catépan byzantin Michel Dokeianos s'opposa aux Normands avec une armée largement supérieure en nombre. Elle aurait compté autour de 18 000 hommes selon les annales de Bari et Brown estime qu'elle comprend plusieurs milliers d'hommes à Olivento. L'armée était divisée en deux lignes et comprenait des troupes fraîches en provenance d'Asie ainsi que de soldats revenant de Sicile. Les forces impériales étaient aussi constituées d'hommes venant de la Garde varangienne, conduits par le futur roi de Norvège Harald Hardrada,. Enfin, cette force était soutenue moralement par la présence de deux évêques de rite grec venant de Troia et d'Aufide.
Les Normands attaquèrent en formation fer de lance, ce qui enfonça la première ligne byzantine jusqu'au niveau de la deuxième ligne, provoquant la panique dans les rangs byzantins. Guillaume, souffrant de fièvre, se contenta d'abord d'observer les combats depuis une colline mais rejoignit la bataille, emporté par l'enthousiasme. Un grand nombre de soldats byzantins et les deux évêques tentèrent de fuir et se noyèrent dans l'Aufide. De même, un grand nombre de gardes varanges tombèrent durant la bataille et la défaite byzantine fut particulièrement sévère. Du côté normand, la victoire peut s'expliquer par le rôle de la cavalerie lourde normande,.

## Conséquences
En raison de l'écrasante défaite subie par l'armée byzantine, Michel Dokeianos fut contraint de fuir vers le port de Bari et de demander de nouveaux renforts de Sicile. À la place, Dokeinaos fut envoyé en Sicile et remplacé par Exaugustus Boioannès. La bataille de Montemaggiore permis aux Normands de constituer leur premier butin de guerre incluant de l'équipement militaire, des chevaux, des tentes ainsi que de la vaisselle en or et en argent. L'enrichissement des soldats attira de nombreux chevaliers dans la rébellion. Celle-ci se poursuivit lors d'une troisième et dernière bataille, celle de Montepeloso, en septembre,.